# Living in America (The Sounds-låt)
"Living in America" är en låt av den svenska rockgruppen The Sounds. Den återfinns på gruppens debutalbum med samma namn och släpptes även som albumets första och mest populära singel i oktober 2002. Låten uppnådde som bäst tredje placering på den svenska singellistan. Musiken är skriven av gitarristen Felix Rodriguez och basisten Johan Bengtsson medan texten, som handlar om lättnaden av att inte bo i USA, skrevs av sångerskan och frontfiguren Maja Ivarsson. Det var också den första singeln som lanserades på den amerikanska musikmarknaden.
Det har gjorts en musikvideo till låten som spelades flitigt på bland annat ZTV då den var aktuell. Vidare finns låten med i TV-spelet Rock Band 3 från 2010.

## Låtlista
Svensk CD-singel
1. "Living in America" (Maja Ivarsson, Felix Rodriguez, Johan Bengtsson) – 3:26
2. "The S.O.U.N.D.S" (In-House Version) (Maja Ivarsson, Felix Rodriguez, Jesper Anderberg)  –  3:39

Living in America (Songs from the Debut Album) (New Line Records; Amerikansk promo)
1. "Living in America" – 3:30
2. "Dance with Me" – 3:16

## Covers
Magnus Uggla spelade in en svensk coverversion av låten 2012. Låten framfördes i TV-programmet Så mycket bättre och fick titeln Jag skiter i Amerika. 